# Grand Prix Kanady 1996
Grand Prix Kanady 1996 ( XXXIV. Grand Prix Air Canada), 8. závod 47. ročníku mistrovství světa jezdců Formule 1 a 38. ročníku poháru konstruktérů, historicky již 589. grand prix, se uskutečnila na okruhu Circuit Gilles Villeneuve.

## Výsledky

### Kvalifikace
| Pořadí | Číslo | Jezdec                | Konstruktér        | Čas      | Odstup |
| ------ | ----- | --------------------- | ------------------ | -------- | ------ |
| 1      | 5     | Damon Hill            | Williams-Renault   | 1:21.059 |        |
| 2      | 6     | Jacques Villeneuve    | Williams-Renault   | 1:21.079 | +0.020 |
| 3      | 1     | Michael Schumacher    | Ferrari            | 1:21.198 | +0.139 |
| 4      | 3     | Jean Alesi            | Benetton-Renault   | 1:21.529 | +0.470 |
| 5      | 2     | Eddie Irvine          | Ferrari            | 1:21.657 | +0.598 |
| 6      | 7     | Mika Häkkinen         | McLaren-Mercedes   | 1:21.807 | +0.748 |
| 7      | 4     | Gerhard Berger        | Benetton-Renault   | 1:21.926 | +0.867 |
| 8      | 11    | Rubens Barrichello    | Jordan-Peugeot     | 1:21.982 | +0.923 |
| 9      | 12    | Martin Brundle        | Jordan-Peugeot     | 1:22.321 | +1.262 |
| 10     | 8     | David Coulthard       | McLaren-Mercedes   | 1:22.332 | +1.273 |
| 11     | 9     | Olivier Panis         | Ligier-Mugen-Honda | 1:22.481 | +1.422 |
| 12     | 15    | Heinz-Harald Frentzen | Sauber-Ford        | 1:22.875 | +1.816 |
| 13     | 17    | Jos Verstappen        | Footwork-Hart      | 1:23.067 | +2.008 |
| 14     | 19    | Mika Salo             | Tyrrell-Yamaha     | 1:23.118 | +2.059 |
| 15     | 14    | Johnny Herbert        | Sauber-Ford        | 1:23.201 | +2.142 |
| 16     | 21    | Giancarlo Fisichella  | Minardi-Ford       | 1:23.519 | +2.460 |
| 17     | 18    | Ukjó Katajama         | Tyrrell-Yamaha     | 1:23.599 | +2.540 |
| 18     | 10    | Pedro Diniz           | Ligier-Mugen-Honda | 1:23.959 | +2.900 |
| 19     | 20    | Pedro Lamy            | Minardi-Ford       | 1:24.262 | +3.203 |
| 20     | 22    | Luca Badoer           | Forti-Ford         | 1:25.012 | +3.953 |
| 21     | 16    | Ricardo Rosset        | Footwork-Hart      | 1:25.193 | +4.134 |
| 22     | 23    | Andrea Montermini     | Forti-Ford         | 1:26.109 | +5.050 |

### Závod
| Pořadí | Číslo | Jezdec                | Konstruktér        | Kola | Čas/odstoupení       | Start | Body |
| ------ | ----- | --------------------- | ------------------ | ---- | -------------------- | ----- | ---- |
| 1      | 5     | Damon Hill            | Williams-Renault   | 69   | 1:36:03.465          | 1     | 10   |
| 2      | 6     | Jacques Villeneuve    | Williams-Renault   | 69   | +4.183               | 2     | 6    |
| 3      | 3     | Jean Alesi            | Benetton-Renault   | 69   | +54.656              | 4     | 4    |
| 4      | 8     | David Coulthard       | McLaren-Mercedes   | 69   | +63.673              | 10    | 3    |
| 5      | 7     | Mika Häkkinen         | McLaren-Mercedes   | 68   | +1 kolo              | 6     | 2    |
| 6      | 12    | Martin Brundle        | Jordan-Peugeot     | 68   | +1 kolo              | 9     | 1    |
| 7      | 14    | Johnny Herbert        | Sauber-Ford        | 68   | +1 kolo              | 15    |      |
| 8      | 21    | Giancarlo Fisichella  | Minardi-Ford       | 67   | +2 kola              | 16    |      |
| Ret    | 20    | Pedro Lamy            | Minardi-Ford       | 44   | Kolize               | 19    |      |
| Ret    | 22    | Luca Badoer           | Forti-Ford         | 44   | Převodovka           | 20    |      |
| Ret    | 4     | Gerhard Berger        | Benetton-Renault   | 42   | Vyjetí z tratě       | 7     |      |
| Ret    | 1     | Michael Schumacher    | Ferrari            | 41   | Hnací hřídel poloosy | 3     |      |
| Ret    | 9     | Olivier Panis         | Ligier-Mugen-Honda | 39   | Motor                | 11    |      |
| Ret    | 19    | Mika Salo             | Tyrrell-Yamaha     | 39   | Motor                | 14    |      |
| Ret    | 10    | Pedro Diniz           | Ligier-Mugen-Honda | 38   | Motor                | 18    |      |
| Ret    | 11    | Rubens Barrichello    | Jordan-Peugeot     | 22   | Spojka               | 8     |      |
| Ret    | 23    | Andrea Montermini     | Forti-Ford         | 22   | Elektronika          | 22    |      |
| Ret    | 15    | Heinz-Harald Frentzen | Sauber-Ford        | 19   | Převodovka           | 12    |      |
| Ret    | 17    | Jos Verstappen        | Footwork-Hart      | 10   | Motor                | 13    |      |
| Ret    | 16    | Ricardo Rosset        | Footwork-Hart      | 6    | Kolize               | 21    |      |
| Ret    | 18    | Ukjó Katajama         | Tyrrell-Yamaha     | 6    | Kolize               | 17    |      |
| Ret    | 2     | Eddie Irvine          | Ferrari            | 1    | Zavěšení             | 5     |      |

## Průběžné pořadí šampionátu
Pohár jezdců
| Pořadí | Jezdec             | Body |
| ------ | ------------------ | ---- |
| 1      | Damon Hill         | 53   |
| 2      | Jacques Villeneuve | 32   |
| 3      | Michael Schumacher | 26   |
| 4      | Jean Alesi         | 21   |
| 5      | David Coulthard    | 13   |

Pohár konstruktérů
| Pořadí | Konstruktér        | Body |
| ------ | ------------------ | ---- |
| 1      | Williams-Renault   | 85   |
| 2      | Ferrari            | 35   |
| 3      | Benetton-Renault   | 28   |
| 4      | McLaren-Mercedes   | 23   |
| 5      | Ligier-Mugen-Honda | 12   |